# いぜん
いぜん（1998年4月23日 - ）は、中華人民共和国・北京市出身で、日本で活動するお笑い芸人。吉本興業東京本部所属。本名は李 怡然（り いぜん、Li Yiran）。

## 来歴・人物
本人曰く、本名の「怡然」とは「喜び、楽しむ状態を人に与える」という意味があるとのこと。一人っ子で育つ。子供の頃から先生が話すことにツッコミを入れるなど、人を笑わせることが好きだった。学生時代の成績はいつもトップクラスだった。北京市内の高校生だった当時、嵐のシングル曲『ワイルド アット ハート』のミュージック・ビデオを偶然インターネットで観てファンになり、日本テレビの番組『嵐にしやがれ』や、M-1グランプリやトーク番組、バラエティ番組など日本の番組を視ているうちに、日本語を覚えていった。そしてこれらの番組に出演している森三中やオアシズらの女性芸人に魅了され、「私の居場所はここかもしれない」と芸人になることを意識したという。明石家さんま、千鳥、かまいたちなど印象に残った芸人たちの多くが吉本興業所属であることを知って、吉本を目指したいと思うようになる。
北京大学附属中学高中部（日本でいうところの高等学校）卒業後、2019年に留学ビザを取得して東京都立大学に入学。そして入学後まもなくNSC（吉本総合芸能学院）にも申し込んだが、その面接当日に手続きの順番待ちだと思って、間違えてラーメン二郎の行列に2時間並んでしまい、面接に間に合わず、入学はかなわなかった。それでもお笑いの道を諦めきれず、最初は松竹芸能養成所に入所したが、その時はコロナ禍で思うように活動できず、2021年改めてNSC東京校に申し込み、27期生で入学。同大学卒業後、芸人として活動するために就労ビザを取得しようとしたが、芸人の肩書では在留資格が認められず、留学ビザを継続するため東京大学大学院に入り、大学院では核融合反応を研究している。大学院は2026年には卒業予定で、卒業後はある大手企業に就職して、芸人活動を続けながら会社員としても勤務する予定。
2025年1月に放映された日本テレビの番組『千鳥かまいたちアワー』（2025年4月から『千鳥かまいたちゴールデンアワー』）の「一撃芸人」特集に出演し、以下にあるようなネタ中の口調や芸風を披露したことで、TikTokやショート動画などでバズり、SNSのフォロワー数は半年で約20倍に増加するなど反響を呼んだ。
M-1グランプリには、2024年に先輩芸人の渡辺ポット（元・ラタタッタ、現・大王）とのコンビ『いぜんとポット』を組んで、3回戦まで進出。
サッカー3級審判員、ダイビング（オープンウォーター）のそれぞれの資格を持つ。特技は太極拳、中国語の早口言葉。3か国語が話せるトリリンガル。読書で好きなのは東野圭吾や伊坂幸太郎の小説。

## 芸風
ピン芸人としての芸風は主に漫談。「～ぇよ」を語尾に付けたり、千鳥ら先輩を呼び捨てにするなど「荒々しい」「フランクすぎる」といわれる口調で、毒舌や、パンダをネタにする、対句を織り交ぜるなど中国ならではのギャグを交えている。その「～ぇよ！」のフレーズはネットミーム化しているほど。
衣装はチャイナドレス。「女性っぽくしていた方が、ネタのしゃべり口調とギャップがあってウケる」と思って、この服を選んだとのこと。最初は自分が中国人であることを売りにしたくはなかったが、あらゆることを武器にしてウケるために妥協したという。

## 出演

### テレビ
- 千鳥かまいたちアワー （日本テレビ）
  - 千鳥かまいたちゴールデンアワー （日本テレビ）
- 上田と女が吠える夜 （日本テレビ）[1]
- 有吉ジャポンII ジロジロ有吉 （TBS）[1]
- 天下一運動会 （NHK総合）
- 見取り図の間取り図ミステリー （日本テレビ、2025年2月27日）
- 何を隠そう...ソレが! （テレビ東京）